# Opération Bourgou IV
Guerre du Mali
Batailles
L'Opération Bourgou IV a lieu du 1er au 17 novembre 2019 pendant la guerre du Sahel. Elle est menée par les forces françaises de Barkhane et les forces du G5 Sahel dans les régions de Boulikessi, Déou et Boula, au Mali et au Burkina Faso.

## Forces en présence
Le 1er novembre 2019, les forces de Barkhane et du G5 Sahel lancent une opération, baptisée Bourgou IV, dans la région de Boulikessi au Mali et dans la région de Déou et Boula, au Burkina Faso,,. Plus de 1 400 militaires sont mobilisés dans l'opération, dont 600 Français de la force Barkhane et 800 hommes des forces burkinabées, maliennes, et nigériennes du G5 Sahel,,,,. Les forces françaises engagent deux sous-groupements tactique du groupement tactique « Acier » — constitué essentiellement par le 16e bataillon de chasseurs à pied — et un sous-groupement tactique du groupement tactique « Walsh », avec le soutien logistique d'une unité du groupement logistique « Marne » et du sous-groupement logistique « Salamandre »,. L'objectif est alors selon l'armée française de « perturber la logistique des groupes armés terroristes et d’entraver leur activité dans la région ».
Selon Le Parisien, au nord du Burkina Faso environ 500 djihadistes utiliseraient la forêt de Tofagala comme sanctuaire.

## Déroulement
Le 1er novembre, à 2h30 du matin, un convoi de 450 militaires français et 52 véhicules, commandé par le colonel Thibaut Lemerle, quitte Gao, au Mali,,. Il parcourt 380 kilomètres en 18 heures en direction du sud-est et atteint Niamey, la capitale du Niger. La colonne file ensuite en direction de l'ouest et entre au Burkina Faso. Elle arrive à Dori le 2 novembre.
Le 4 novembre, cinq gendarmes et cinq à six civils sont tués dans une attaque des djihadistes à Oursi, près de Koutougou,,. Les militaires français et burkinabés entrent dans la localité quelques heures plus tard et trouvent à quelques kilomètres de là les corps des militaires alignés sous un arbre au bord de la route,. Le 5 novembre, un détachement atteint Déou.
Du 7 au 12 novembre, les Burkinabés et les Français mènent une mission de reconnaissance dans la forêt de Tofagala, dans le nord-est du Burkina Faso. Les soldats procèdent au contrôle de plusieurs dizaines de campements, le plus souvent vides, à la lisière de la forêt. Des hommes sont interrogés et fouillés, mais ils sont le plus souvent relâchés faute de preuves,. Le ratissage de la forêt s'avère cependant difficile à cause du climat et de l'épaisseur de la végétation. 
Dans la nuit du 7 au 8 novembre, les Français et les Burkinabés subissent une attaque menée par des djihadistes à la lisière de la forêt de Tofagala,,,. Les combattants s'approchent d'abord à quelques centaines de mètres du bivouac militaire, mais ils sont repérés vers 18h45 par des moyens de vision nocturne, tandis que des communications faisant état d’une attaque en cours de préparation sont interceptées,,. À 19h00, les Français procèdent à des tirs de sommation au canon de 25 mm et à des tirs d'obus éclairants,,. Les hommes armés battent alors en retraite avant de réapparaître quelques heures plus tard au même endroit. Une fois encore les Français et les Burkinabés ouvrent le feu et les repoussent. Entre minuit et une heure du matin, une dizaine, puis une trentaine de pick-ups sont repérés près des positions franco-burkinabées, toujours à la lisière de la forêt,,. À 01h30, les Français et les Burkinabés ouvrent le feu au canon de 25 mm, à la mitrailleuse, au mortier et à l'arme légères,,. Les djihadistes annulent alors leur assaut et prennent la fuite. Le lendemain, les militaires parcourent les positions occupées la veille par les djihadistes, mais ils ne découvrent ni corps, ni véhicule détruit.
Les opérations de fouilles se poursuivent ensuite. Les militaires burkinabés font notamment usage de motos, ce qui les rend plus mobiles mais également plus vulnérables.
Au Mali, les forces franco-maliennes renforcent le poste de Boulikessi, ravagé par une attaque un mois plus tôt. Les forêts situées aux abords de Boulikessi sont également fouillées. Dans cette zone, plus d'une soixantaine de motos sont découvertes et détruites sur place, tandis qu'une centaine de téléphones sont saisis.
L'opération s'achève le 17 novembre. Le principal affrontement a eu lieu dans une forêt, où un groupe de djihadistes, acculé et sans possibilité d'exfiltration, a été mis hors de combat par les forces maliennes et burkinabées, appuyées par une section de la force Barkhane.

## Pertes
Le 18 novembre, l'état-major français annonce que 24 djihadistes ont été tués ou faits prisonniers lors de l'opération, tandis que 64 véhicules et une centaine de téléphones et des munitions ont été saisis,,.
Le 17 novembre, la force conjointe du G5 Sahel donne un bilan proche : 25 terroristes tués ou capturés en deux semaines, 64 motos détruites, 2 véhicules récupérés et une centaine de téléphones saisis,,.
Selon Le Parisien et l'AFP, deux soldats burkinabés à moto sont tués le 5 novembre par un engin explosif,.

### Reportages
- (fr) [vidéo] Ava Djamshidi, Avec les soldats de la force Barkhane, dans l’enfer djihadiste du sanctuaire de Tofagala, Le Parisien, 17 novembre 2019.
- Ava Djamshidi, Au Sahel, avec les soldats français qui traquent les terroristes, Le Parisien, 22 novembre 2019.
- Amaury Hauchard, Au Sahel, frères d'armes africains et français contre les jihadistes, AFP, 26 novembre 2019.